# Pedreira (distrito de São Paulo)
Pedreira es un distrito ubicado en la zona sur de la ciudad de São Paulo, Brasil. Administrativamente pertenece a la subprefectura de Cidade Ademar. Gran parte del distrito de Pedreira se ubica en las márgenes de la Represa Billings. Como es evidente, el nombre "Pedreira" proviene de las inmensas canteras que existían en las inmediaciones. Ya en 1939 la región era conocida con ese nombre.

## Distritos limítrofes
- Cidade Ademar (norte)
- Municipio de Diadema (este)
- Grajaú (suroeste)
- Cidade Dutra (oeste)
- Campo Grande (noroeste)